# (36174) 1999 SW2
1999 أس دابليو 2 (ويعرف أيضًا باسم (36174) 1999 أس دابليو 2 وفق تسمية الكوكب الصغير) (بالإنجليزية: 1999 SW2)‏ هو كويكب ضمن حزام الكويكبات؛ وترتيبه 36174 من حيث الاكتشاف.
اكتُشف هذا الجُرم الفلكي بواسطة ماريك وولف في 23 سبتمبر 1999.

## وصلات خارجية
- (36174) 1999 SW2 في قاعدة بيانات مختبر الدفع النفاث لأجرام النظام الشمسي الصغيرة

- الاكتشاف · مخطط المدار ·  العناصر المدارية · المعلمات المادية

- (36174) 1999 SW2 على موقع ويكي سكاي: DSS2, SDSS, GALEX, IRAS, Hydrogen α, X-Ray, Astrophoto, Sky Map, Articles and images